# Regino Eladio Boti
Regino Eladio Boti y Barreiro, né le 18 février 1878 à Guantánamo (Cuba) et mort le 5 août 1958 dans la même ville, est un poète, essayiste et peintre cubain. Il est le père de l'économiste et homme politique Regino Boti.